# Granges-sur-Lot
Granges-sur-Lot é uma comuna francesa na região administrativa da Nova Aquitânia, no departamento Lot-et-Garonne. Estende-se por uma área de 4,18 km². Em 2010 a comuna tinha 602 habitantes (densidade: 144 hab./km²).